# Sudan del Sud ai Giochi della XXXII Olimpiade
Il Sudan del Sud ha partecipato ai Giochi della XXXII Olimpiade, che si sono svolti a Tokyo, Giappone, dal 23 luglio all'8 agosto 2021 (inizialmente previsti dal 24 luglio al 9 agosto 2020 ma posticipati per la pandemia di COVID-19) con due atleti, un uomo e una donna.
Si è trattato della seconda partecipazione di questo paese ai Giochi estivi.

## Delegazione
| Sport            | Uomini | Donne | Totale |
| ---------------- | ------ | ----- | ------ |
| Atletica leggera | 1      | 1     | 2      |
| Totale           | 1      | 1     | 2      |

## Atletica leggera
Il Sudan del Sud beneficia di un posto attribuito in nome dell'universalità dei Giochi.
| Q | Qualificato al turno successivo per la posizione in qualificazione                                                           |
| q | Qualificato per il turno successivo per ripescaggio o, negli eventi su campo, conquistando la misura minima per qualificarsi |

Eventi su pista e strada
| Atleta       | Evento                | Batteria  | Batteria  | Semifinale      | Semifinale      | Finale          | Finale          |
| Atleta       | Evento                | Risultato | Posizione | Risultato       | Posizione       | Risultato       | Posizione       |
| ------------ | --------------------- | --------- | --------- | --------------- | --------------- | --------------- | --------------- |
| Abraham Guem | 1500 m piani maschili | 3'40"86   | 13º       | Non qualificato | Non qualificato | Non qualificato | Non qualificato |
| Lucia Moris  | 200 m piani femminili | 25"24     | 6ª        | Non qualificata | Non qualificata | Non qualificata | Non qualificata |